# Hay River (vattendrag i västra Kanada)
Hay River är ett vattendrag i Northwest Territories, Alberta och British Columbia i Kanada. Från källan i nordvästra Alberta rinner den västerut till British Columbia där den vänder mot norr och öst och rinner tillbaks till Alberta. Sedan rinner den mot nordöst till mynningen i Stora Slavsjön vid samhället Hay River. Floden är 702 kilometer lång och avrinningsområdet är 48 200 kvadratkilometer. Floden har fått sitt namn Hay River ("Höfloden") eftersom det växer mycket gräs på flodbankerna vid den nedre delen av floden.